# Бистрянка (Красногорський район)
Бистря́нка (рос. Быстрянка) — село у складі Красногорського району Алтайського краю, Росія. Адміністративний центр Бистрянської сільської ради.

## Населення
Населення — 1790 осіб (2010; 1861 у 2002).
Національний склад (станом на 2002 рік):
- росіяни — 96 %